# (7950) Berezov
(7950) Berezov ist ein Asteroid des äußeren Hauptgürtels, der von der ukrainischen Astronomin Ljudmyla Schurawlowa am 28. September 1992 am Krim-Observatorium in Nautschnyj (IAU-Code 095) entdeckt wurde. Sichtungen des Asteroiden hatte es vorher mehrere gegeben: am 29. September 1958 unter der vorläufigen Bezeichnung 1959 SE an der Landessternwarte Heidelberg-Königstuhl, am 23. Dezember 1982 (1982 YF1) und 14. Januar 1983 (1983 AP3) schon am Krim-Observatorium in Nautschnyj sowie am 29. Januar 1989 (1989 BB2) am japanischen Observatorium in der Nähe von Kushiro.
Der mittlere Durchmesser des Asteroiden wurde mit 23,803 km (± 0,100) berechnet. Er hat mit einer Albedo von 0,031 (± 0,004) eine dunkle Oberfläche.
Mittlere Sonnenentfernung (große Halbachse), Exzentrizität und Neigung der Bahnebene von (7950) Berezov entsprechen grob der Eos-Familie, einer Gruppe von Asteroiden, welche typischerweise große Halbachsen von 2,95 bis 3,1 AE aufweisen, nach innen begrenzt von der Kirkwoodlücke der 7:3-Resonanz mit Jupiter, sowie Bahnneigungen zwischen 8° und 12°. Die Gruppe ist nach dem Asteroiden (221) Eos benannt. Es wird vermutet, dass die Familie vor mehr als einer Milliarde Jahren durch eine Kollision entstanden ist.
(7950) Berezov wurde am 4. Mai 1999 nach Berjosowo benannt, einer Siedlung städtischen Typs im westsibirischen Autonomen Kreis der Chanten und Mansen/Jugra. Berezov ist die frühere englischsprachige Bezeichnung für diesen Ort.